# 鈴木俊貴
鈴木 俊貴（すずき としたか、1983年10月- ）は、日本の生物学者。専門は動物言語学、動物行動学。東京大学先端科学技術研究センター准教授。世界で初めて動物が言葉を話すことを突き止め、動物言語学を開拓した第一人者。

## 人物・経歴
1983年、東京都練馬区生まれ。幼少期から生き物に強い関心を持ち、将来動物学者になることが夢であった。2002年3月、桐朋高等学校卒業。2002年4月、東邦大学理学部生物学科入学。大学3年生の時に、卒業論文のテーマを探しに軽井沢を訪れ、シジュウカラの多様な言葉に出会う。
2006年3月に東邦大学を卒業した後、同大学院に進みシジュウカラの研究を深めていくが、シジュウカラの鳴き声が200パターン以上あり、単語を組み合わせ言葉を使っていることを突き止めた。科学誌『Nature Communications』に発表された論文は、その週のベスト論文にも選出され、世界中から注目を浴びることとなった。
2008年3月、東邦大学大学院理学研究科博士前期課程修了。
2008年4月、立教大学大学院理学研究科博士後期課程に進学。2008年6月、博士後期課程1年目だった時、軽井沢の森の中で、シジュウカラのヒナが「カラス」、「ヘビ」などの言語を聞き分けることを発見し、チャールズ・ダーウィンの進化論が正しいことを強く実感した。当時の教授は、そんなにたいしたことがないと冷淡な反応であったが、独断で論文をまとめ、3年後に米科学雑誌『Current Biology』に投稿し、世界的な発見が世に知られるきっかけとなった。
2012年3月、立教大学大学院理学研究科博士後期課程修了。同年4月、立教大学特別研究員。
2013年4月、総合研究大学院大学先導科学研究科 日本学術振興会特別研究員SPD。
2016年4月、京都大学生態学研究センター研究員。
2018年4月、総合研究大学院大学先導科学研究科特別研究員、同年9月、東京大学大学院総合文化研究科広域科学専攻助教。同年に、シジュウカラが言語から外敵である対象物そのものをイメージしていることを証明し、発表した論文は米科学誌『PNAS』の表紙を飾る成果となった。この論文の研究と同時進行で、2016年には、ルー大柴が日本語と英語を組み合わせて使う「ルー語」を参考に、シジュウカラ語とコガラ語が混ざっても、シジュウカラは言葉を理解していることを実験で解き明かし、2017年に論文を発表して話題となった。これは、鈴木がルー大柴が好きでYouTubeをよく観ていたこともあり、ルー語を応用するアイデアから生まれた研究成果であった。
2019年4月、京都大学白眉センター特定助教に就任。
2023年4月、東京大学先端科学技術研究センター准教授に就任。動物言語学分野を専門とする世界で初めての研究室を立ち上げた。
2024年3月、シジュウカラがジェスチャーをすることを発見したと発表。シジュウカラのつがいが巣箱に同時に入ろうとする際に、主にメスが翼を小刻みに震わせるともう一羽が先に巣箱に入ることを観察した。

## 主な受賞歴
- 日本動物行動学会賞 2013年
- 日本生態学会奨励賞（鈴木賞） 2014年
- Journal of Ethology論文賞 2016年
- 日本生態学会宮地賞 2018年
- 日本鳥学会黒田賞 2018年
- 文部科学大臣表彰若手科学者賞 2021年
- 日本動物行動学会賞 2021年
- Ecological Research論文賞 2022年
- 東京大学卓越研究員 2023年
- World OMOSIROI Award 2024年
- 第13回河合隼雄学芸賞（『僕には鳥の言葉がわかる』） 2025年[7]

## 書籍

### 絵本
- 大塚健太・文、出口かずみ・絵、鈴木俊貴・監修[3]『にんじゃ　シジュウカラのすけ』世界文化社、2023年5月10日。ISBN 978-4-418-23823-1。

### 著書
- 山極寿一、鈴木俊貴『動物たちは何をしゃべっているのか?』集英社、2023年8月4日。ISBN 978-4-08-790115-3。
- 鈴木俊貴『僕には鳥の言葉がわかる』小学館、2025年1月23日。ISBN 978-4-09-389184-4。